# Barylestis occidentalis
Barylestis occidentalis är en spindelart som först beskrevs av Simon 1887.  Barylestis occidentalis ingår i släktet Barylestis och familjen jättekrabbspindlar. Inga underarter finns listade.